# Acura RLX
Der Acura RLX ist ein Automobilmodell der oberen Mittelklasse. Die Luxuslimousine wurde zwischen 2013  und 2020 von Acura hergestellt, einer Marke von Honda. In Japan wird eine baugleiche Version als Honda Legend vertrieben. Gebaut werden beide Modelle im japanischen Sayama.

## Geschichte
Der Acura RLX ist das Nachfolgemodell des Acura RL. Das Konzeptfahrzeug Acura RLX Concept wurde am 4. April 2012 auf der New York International Auto Show vorgestellt. Im Rahmen der LA Auto Show 2012 wurde das Serienfahrzeug offiziell vorgestellt und seit Mitte März 2013 verkauft. 2017 wurde das Facelift des RLX auf dem Pebble Beach Concours d’Elegance in Monterey, US-Bundesstaat Kalifornien präsentiert. 2020 wurde die Produktion des RLX ersatzlos eingestellt.

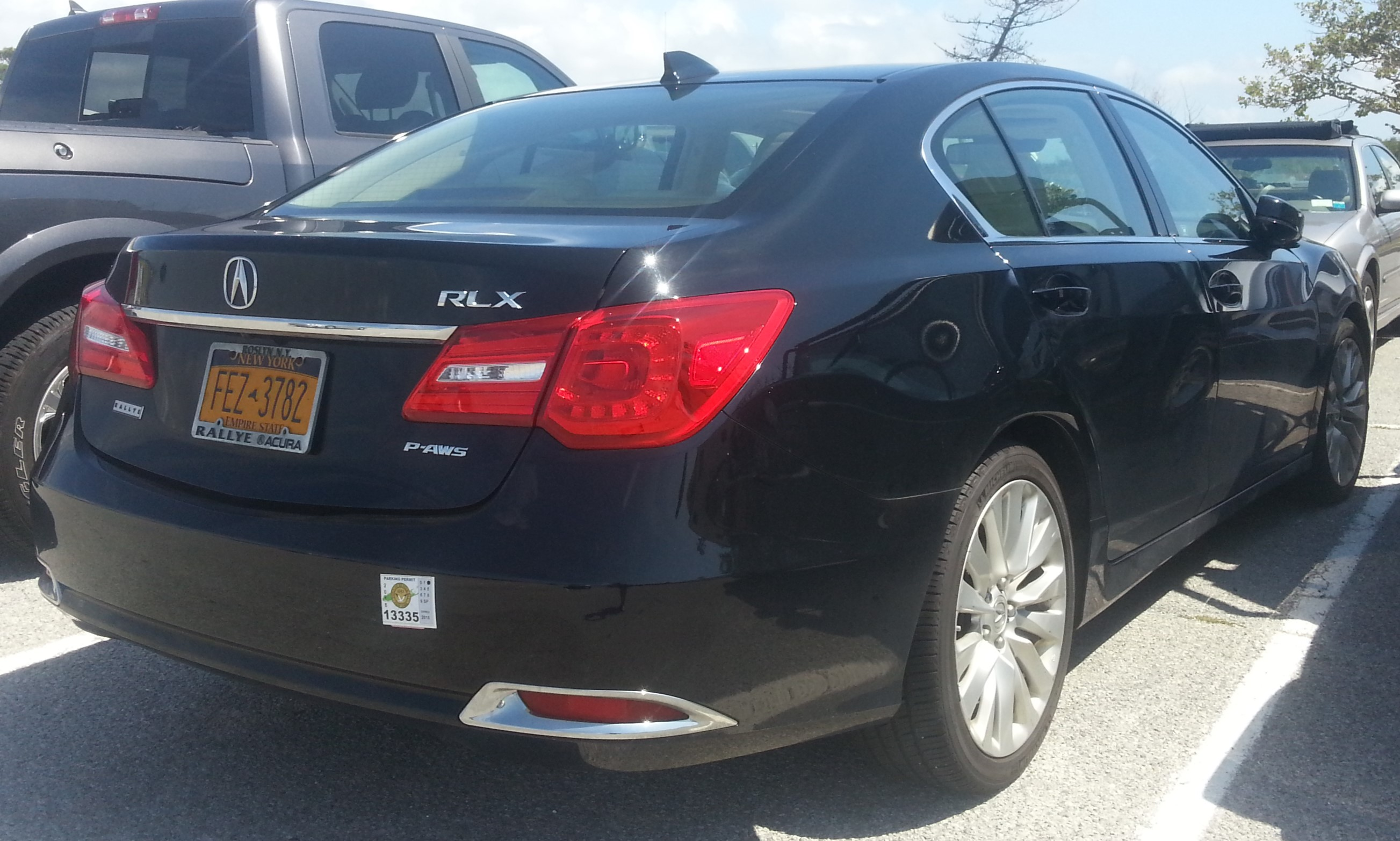
Heckansicht
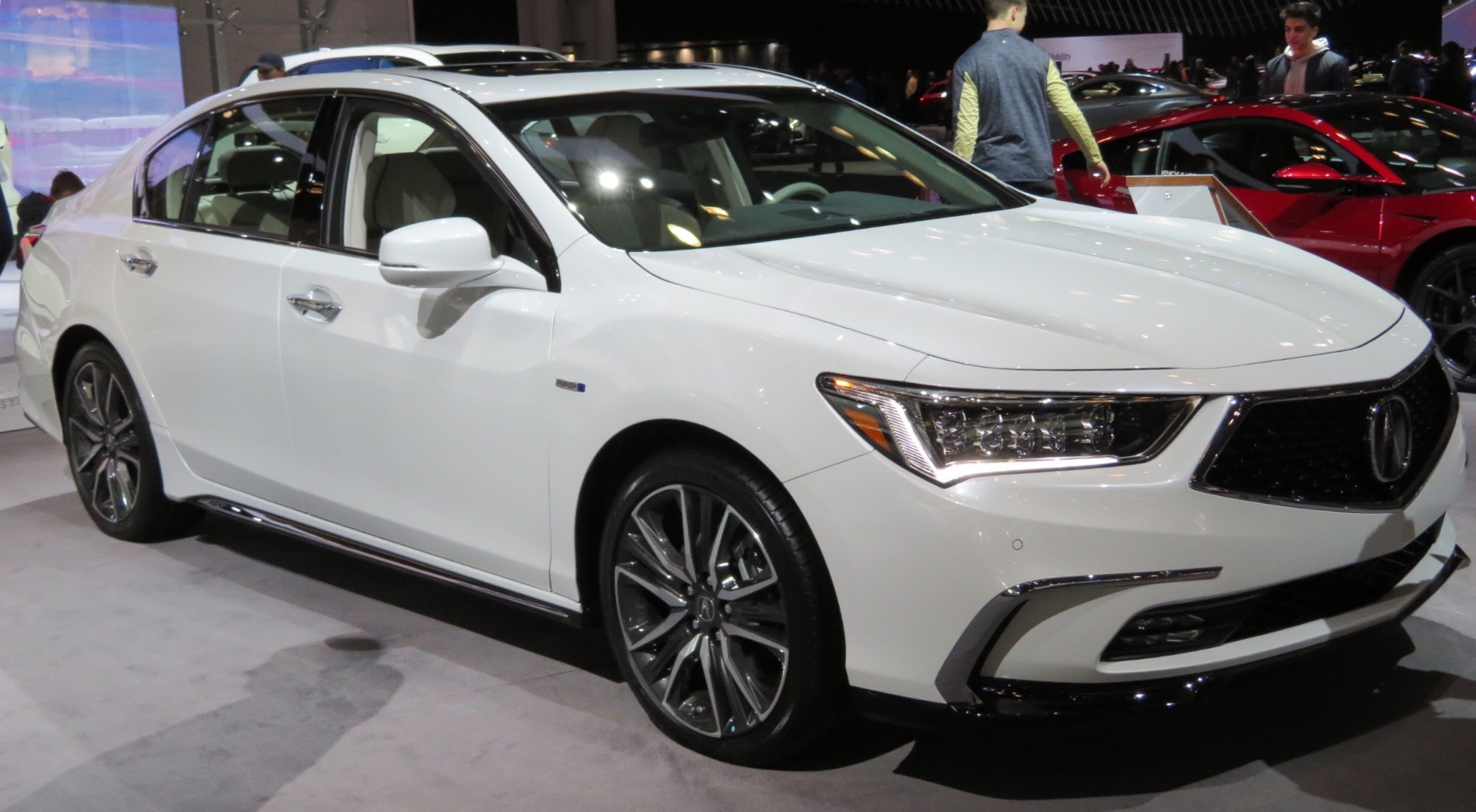
Acura RLX (2017–2020)
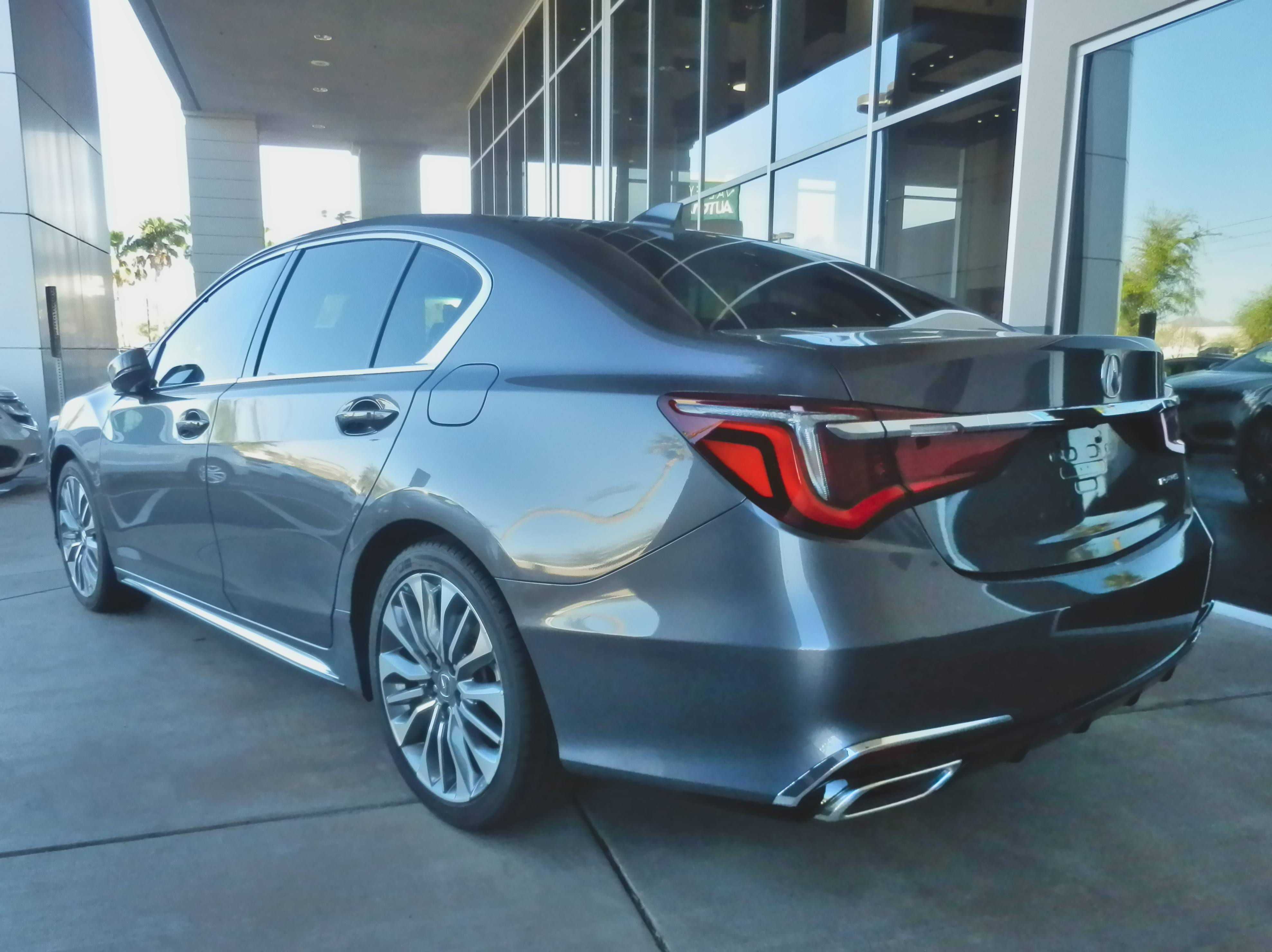
Heckansicht

## Technische Daten
|                                             | Acura RLX 3.5 i-VTEC         | Acura RLX Sport Hybrid         |
| Motor                                       | Motor                        | Motor                          |
| ------------------------------------------- | ---------------------------- | ------------------------------ |
| Bauzeitraum                                 | 03/2013–06/2020              | 09/2014–06/2020                |
| Motortyp                                    | Ottomotor                    | Ottomotor + Elektromotor       |
| Motorbauart                                 | V6                           | V6                             |
| Hubraum                                     | 3471 cm³                     | 3471 cm³                       |
| Gemischaufbereitung                         | Saugrohreinspritzung         | Saugrohreinspritzung           |
| Motoraufladung                              | —                            | —                              |
| max. Leistung                               | 231 kW (314 PS) bei 6500/min | 281 kW (382 PS) bei 6500/min   |
| max. Drehmoment                             | 369 Nm bei 4500/min          | 462 Nm bei 4700/min            |
| Kraftübertragung                            |                              |                                |
| Antrieb, serienmäßig                        | Vorderradantrieb             | Allradantrieb                  |
| Getriebe, serienmäßig                       | 10-Gang-Automatikgetriebe    | 7-Gang-Doppelkupplungsgetriebe |
| Messwerte                                   |                              |                                |
| Höchstgeschwindigkeit                       | k. A.                        | k. A.                          |
| Beschleunigung, 0–100 km/h                  | k. A.                        | k. A.                          |
| Kraftstoffverbrauch auf 100 km (kombiniert) | 10,2 l Super                 | 8,4 l Super                    |
| Tankinhalt                                  | 70 l                         | 57 l                           |